# Lesley Duncan
Lesley Anne Duncan (* 12. August 1943 in Stockton-on-Tees, County Durham, Vereinigtes Königreich; † 12. März 2010 in Salen, Isle of Mull, Schottland) war eine britische Sängerin und Songschreiberin. Als Solo-Künstlerin in der britischen Musikszene der 1960er Jahre hatte sie kaum kommerziellen Erfolg. In den 1970er Jahren war Duncan jedoch eine sehr gefragte Komponistin und Backup-Sängerin für Künstler wie Elton John, Pink Floyd und Alan Parsons.

## 1960er Jahre: Anfänge
Lesley Duncan wurde 1943 im nordenglischen Stockton-on-Tees geboren. Kurz vor ihrem 15. Geburtstag ging sie von der Schule ab und zog kurz danach mit ihrem Bruder Jimmy nach London, wo beide in einem Café arbeiteten. 1962 stellten Lesley und Jimmy einige ihrer selbstgeschriebenen Songs dem Musikverlag Francis, Day & Hunter Ltd. vor, der beide unter Vertrag nahm (Jimmy wurde später Manager der Band The Pretty Things).
Kurz danach bekam Lesley Duncan ihren ersten Plattenvertrag bei Parlophone, wo im Juni 1963 ihre erste, selbstgeschriebene Single I Want a Steady Guy erschien. Die zweite Single, You Kissed Me Boy (Februar 1964) war eine gemeinsame Komposition von Duncan und ihrem Bruder. 1963 war sie in dem Film What a Crazy World (Regie: Michael Carreras) mit Joe Brown und Susan Maughan zu sehen. Es folgten Promo-Auftritte in der BBC-Panel-Show Juke Box Jury (1964), der Musikshow Ready Steady Go (1965) und der Kindershow Five O'Clock Club (1965).
Zwischen 1963 und 1970 veröffentlichte Duncan knapp ein Dutzend Singles, von denen jedoch keine ein Charterfolg war. In diesem Zeitraum wurden ihre Kompositionen aber erstmals von anderen Künstlern aufgenommen. Dickie Valentine nahm 1963 ihren Song Lost Dreams and Lonely Tears auf. 1965 veröffentlichen die Walker Brothers den Song You’re All Around Me, den Duncan zusammen mit Scott Walker geschrieben hatte, auf ihrem Debütalbum Take It Easy With the Walker Brothers (Philips Records, produziert von Johnny Franz). Im gleichen Jahr produzierte Tony Hatch eine Aufnahme ihres Songs When My Baby Cries für die tschechische Sängerin Yvonne Přenosilová. Die gleiche Komposition erschien 1966 in einer italienischen Version als Quando partirai auf dem Album Quando la prima stella der italienischen Sängerin Orietta Berti.
Im Juli 1966 veröffentlichte Dusty Springfield das Stück I'm Gonna Leave You, das Duncan zusammen mit Madeline Bell geschrieben hatte, als B-Seite zu ihrem Top-10-Hit Goin' Back. Mitte der 1960er Jahre begann Duncan zudem ihre Karriere als Backup-Sängerin für Dusty Springfield, zu dem Zeitpunkt eine der erfolgreichsten britischen Solokünstlerinnen. Sie begleitete Springfield von 1964 bis 1972 im Tonstudio sowie bei Live-Auftritten während Springfields diverser BBC-Showreihen, darunter Dusty (1966–1967) und Decidedly Dusty (1969). Springfield, eine Freundin und Förderin Duncans, sang als Gegenleistung Backup auf einigen Duncan-Singles unter dem Pseudonym „Gladys Thong“.
Zu diesem Zeitpunkt arbeitete sie mit den gefragtesten britischen Backup-Sängerinnen ihrer Zeit zusammen, wie Madeline Bell, Doris Troy, Kiki Dee, Vicki Brown, Kay Garner von den Breakaways und Sue and Sunny (zusammen mit Bell, Dee und Garner war Duncan zum Beispiel 1967 auf der Love-Affair-Version von Everlasting Love zu hören). 1967 steuerte Duncan das Lied Something's Coming Along für den Film Poor Cow – Geküßt und geschlagen bei. 1969 sang sie im Backgroundchor auf Donovans Single Barabajagal.

## 1970er Jahre: Alben und Session-Erfolg
Im März 1970 nahm Elton John sein drittes Studioalbum Tumbleweed Connection in den Londoner Trident Studios auf. Fast alle Songs auf dem Album stammten aus der Feder von Elton John und Bernie Taupin. Einzige Ausnahme war das von Lesley Duncan geschriebene Stück Love Song. Die Aufmerksamkeit, die der kommerzielle Erfolg dieses Albums mit sich brachte, resultierte in einem Plattenvertrag für Duncan bei CBS Records, wo im Juni 1971 ihr erstes Album Sing Children Sing erschien. Elton John spielt auf dem Titelsong des Albums Klavier. Chris Spedding spielt Gitarre, Ray Cooper spielt Perkussion.
1971 erschien eine weitere Version von Love Song auf Olivia Newton-Johns Debütalbum If Not for You (ein weiteres Lied auf dem Album, Lullaby, war ebenfalls eine Duncan-Komposition). 1973 erschien ihre Komposition Help Me Jesus auf Cilla Blacks Album Day by Day with Cilla (Produzent: George Martin).
Elton John bat sie auch für sein nächstes Album Madman Across the Water (1971) zurück ins Studio. Daneben war sie auf dem Original-Soundtrack von Andrew Lloyd Webbers Rock-Oper Jesus Christ Superstar (1970), Dusty Springfields See All Her Faces (1972), Kiki Dees Loving and Free (1973), Pink Floyds The Dark Side of the Moon (1973) und Ringo Starrs Goodnight Vienna (1974) zu hören. Im Mai 1974 sange sie Love Song mit Elton John in der Royal Festival Hall in London. Diese Aufnahme erschien 1976 auf Elton Johns Live-Album Here and There.
Der Titel ihres zweiten Albums Earth Mother (veröffentlicht im September 1972) war eine Anspielung an die im Vorjahr gestartete Umweltkampagne Friends of the Earth. Der Bassist dieses Albums war Andy Bown. Die Arrangements stammten von Jack Rothstein. Diese beiden Alben, wie auch die nächsten beiden, Everything Changes (1974; Peter Frampton spielt Gitarre auf dem Stück The Serf) und Moon Bathing (1975), brachten keinen Durchbruch. Nachdem auch ihr fünftes Album Maybe It’s Lost (1977) nicht punkten konnte, beschloss Duncan im Alter von 34 Jahren, das Musikbusiness zu verlassen.
Es folgten nur noch wenige Aufnahmen, darunter eine Neuaufnahme ihres Stücks Love Song für die als Internationales Jahr des Kindes ausgerufene UNO-Generalversammlung 1979, die sie zusammen mit Pete Townshend, Phil Lynott, Madeline Bell, Joe Brown, Vicki Brown, Paddy Bush und Kate Bush als Charity-Single aufnahm. Im gleichen Jahr nahm sie noch Background-Vocals für das Album Eve von The Alan Parsons Project und das Album Exiled von Bob Mitchell und Steve Coe auf. Danach wurde es ruhig um sie.
Im Oktober 2002 war ihr Lied Love Song in Nocturne, der fünften Folge der zweiten Staffel der amerikanischen TV-Serie Smallville zu hören. 2022 wurde es für den Soundtrack des Films Men – Was dich sucht, wird dich finden von Alex Garland verwendet.

## Privatleben
Lesley Duncan war ab 1970 in erster Ehe mit dem britischen Musikproduzenten Jimmy Horowitz verheiratet, der ihr Debütalbum produziert hatte und der während seiner Karriere auch Dusty Springfield, Long John Baldry, Status Quo und Tim Hardin produzierte. Aus dieser Ehe stammen zwei Söhne.
Nach ihrem Rückzug aus dem Musikgeschäft zog sie 1978 nach Cornwall. Der Musikproduzent und Arrangeur Tony Cox (Caravan, Françoise Hardy) wurde ihr zweiter Ehemann. Das Paar zog zunächst nach Oxfordshire und 1996 auf die Isle of Mull, eine Insel der schottischen Inneren Hebriden. Sie führte fortan ein sehr privates, auf ihre Familie und Hobbys konzentriertes Leben.
Auf dieser Insel starb Lesley Duncan am 12. März 2010 im Alter von 66 Jahren an den Folgen einer Hirnblutung. Sie hinterließ ihren Ehemann und ihre beiden Söhne aus erster Ehe.

## Diskografie

### Studioalben
- 1971: Sing Children Sing (CBS S64202)
- 1972: Earth Mother (CBS 64807)
- 1974: Everything Changes (GM Records GML 1007)
- 1975: Moon Bathing (GM Records GML 1017)
- 1977: Maybe It’s Lost (GM Records GML 1019)

### Singles
- 1963: „I Want a Steady Guy“ / „Moving Away“ (Parlophone R5034) – als Lesley Duncan and the Jokers
- 1964: „You Kissed Me Boy“ / „Tell Me“ (Parlophone R5106)
- 1964: „When My Baby Cries“ / „Did It Hurt“ (Mercury MF830)
- 1964: „Only the Lonely and Me“ / „Run to Love“ (Mercury MF876)
- 1965: „Just for the Boy“ / „See that Guy“ (Mercury MF847)
- 1966: „Hey Boy“ / „I Go to Sleep“ (Mercury MF939)
- 1968: „Lullaby“ / „I Love You, I Love You“ (RCA 1746)
- 1969: „A Road to Nowhere“ / „Love Song“ (RCA 1783)
- 1969: „Sing Children Sing“ / „Exactly Who You Are“ (CBS 4585)
- 1970: „Love Song“ / „Exactly Who You Are“ (Columbia 4-45354)
- 1971: „Sing Children Sing“ / „Emma“ (CBS S7493)
- 1972: „Earth Mother“ / „Love Will Never Lose You“ (CBS S8362)
- 1974: „Watch the Tears“ / „Sam“ (GM GMS 016)
- 1974: „Everything Changes“ / „Love Melts Away“ (GM GMS 022)
- 1975: „I Can See Where I'm Going“ / „Heaven Knows“ (GM GMS 036)
- 1975: „Could've Been a Winner“ / „Moonbathing“ (GM GMS 9040)
- 1977: „Maybe It's Lost“ / „Another Rainy Day“ (GM GMS 9046)
- 1977: „The Sky's on Fire“ / „Don't Worry 'Bout It“ (GM GMS 9048)
- 1978: „The Magic's Fine“ / „Paper Highways“ (GM GMS 9049)
- 1979: „Sing Children Sing“ / „Rainbow Games“ (CBS S8061 (Charity 45))
- 1982: „Masters of War“ / „Another Light Goes Out“ (Korova KOW 22)
- 1986: „Tomorrow“ / „Paper Highway“ (R4 FOR 4)

### Compilations
- 2017: Sing Lesley Sing – The RCA and CBS Recordings 1968–1972 (RPM Records Retro D991)
- 2018: Love Song: Previously Unreleased 1977–86 (Céleste CMYK-6340)
- 2019: Lesley Step Lightly – The GM Recordings 1974–1982 (RPM RETRO SE1000)